# Bad (album)
Pour les articles homonymes, voir Bad.
Albums de Michael Jackson
Thriller
(1982) Dangerous
(1991)
Singles
1. I Just Can't Stop Loving You
Sortie : 20 juillet 1987
2. Bad
Sortie : 7 septembre 1987
3. The Way You Make Me Feel
Sortie : 9 novembre 1987
4. Man in the Mirror
Sortie : 9 janvier 1988
5. Dirty Diana
Sortie : 18 avril 1988
6. Another Part of Me
Sortie : 11 juillet 1988
7. Smooth Criminal
Sortie : 24 octobre 1988
8. Leave Me Alone
Sortie : 13 février 1989
9. Liberian Girl[N 1]
Sortie : 3 juillet 1989

Bad est le septième album solo de Michael Jackson et son troisième chez Epic Records. Coproduit par Michael Jackson, il est le troisième et dernier album produit par Quincy Jones. Sorti le 31 août 1987, ce disque fut probablement le plus attendu des années 1980 car il devait succéder à Thriller (1982), l'album le plus vendu au monde.
Avec près de 35 millions d'exemplaires écoulés dans le monde,,,,, Bad est l'un des albums les plus vendus de l'histoire et le deuxième album le plus vendu de l'artiste après Thriller. Neuf chansons de l'album sont sorties en tant que singles officiels et six d'entre elles sont entrées dans le Top 10 du Billboard Hot 100 aux États-Unis avec un record de cinq n°1 pour I Just Can't Stop Loving You, Bad, The Way You Make Me Feel, Man in the Mirror et Dirty Diana.
En outre, avec cet album, Michael Jackson marqua une nouvelle fois l'histoire du clip par des vidéos de grande qualité, dont celle de Bad réalisée par Martin Scorsese, et par le film Moonwalker (1988) qui comprend plusieurs clips de l'album.
Bad a été cité comme un album qui a redéfini le son de la musique pop, et a été nommé par plusieurs publications comme l'un des plus grands albums de tous les temps. Il incorpore des styles pop, rock, funk, R&B, dance et soul. Lors de son élaboration, de nouveaux instruments numériques (synthétiseurs, boîtes à rythme) ont été utilisées. L'album contient par ailleurs des duos avec Siedah Garrett et Stevie Wonder. Ses thèmes incluent les préjugés médiatiques, la romance, l'amélioration de soi ou encore la paix dans le monde.
Par ailleurs, pour soutenir l'album, Michael Jackson entreprit de 1987 à 1989 le Bad World Tour, sa première tournée mondiale en solo. Elle rapporta à l'époque 125 millions de dollars, ce qui en fait la tournée en solo la plus rentable des années 1980. Le chanteur donna à cette occasion 123 concerts dans 15 pays pour une audience cumulée de 4,4 millions de personnes, dont un record de sept concerts à guichets fermés au stade de Wembley à Londres.

## Présentation
Michael Jackson s'est plus impliqué dans l'écriture de Bad que dans celle de Thriller. Il aurait écrit et composé plus de soixante-dix chansons et musiques pour l'album dont neuf, sur les onze que compte l'album, ont été sélectionnées pour figurer sur le disque.
La photo retenue pour figurer sur la pochette de l'album a été prise par le photographe Sam Emerson, sur le tournage du clip de Bad. Celle initialement proposée par Michael Jackson fut refusée par le président d'Epic Records de l'époque, Walter Yetnikoff. La graphie rouge « BAD » est quant à elle l’œuvre du dessinateur Jeffrey Spear.
Avec ce disque, Michael Jackson gomme son image de gentil garçon, trop « lisse », avec une image plus proche de la rue, poursuivant une évolution entamée avec le clip de Beat It. Près de 35 millions d'exemplaires,,,, de l'album Bad se sont vendus à ce jour[Quand ?], ce qui en fait le 2e album le plus vendu de Michael Jackson, entre Thriller et Dangerous.
Bad est l'album d'un artiste masculin contenant le plus de singles classés no 1 au Billboard Hot 100, au nombre de 5 : I Just Can't Stop Loving You, Bad, The Way You Make Me Feel, Man in the Mirror et Dirty Diana.

## Description du contenu de l'album

### Bad
Michael Jackson avait pour projet de faire de la chanson Bad (maquette intitulée Pee écrite en 1985 et finalisée en tant que Bad en 1987), qui se trouve être la première chanson de l'album, un duo entre lui et son « rival », le chanteur Prince. Ce dernier déclina l'invitation après un premier rendez-vous organisé par le producteur Quincy Jones, notamment à cause du premier couplet de la chanson (« Your butt is mine » / « Ton cul m'appartient »). Prince ne souhaitait pas chanter cette phrase, ni même que quelqu'un la lui chante. Malgré son refus, Prince déclara à Michael Jackson et son équipe qu'avec ou sans lui, ce titre serait un hit. La vidéo Bad tournée principalement en 1986 par le réalisateur Martin Scorsese raconte l'histoire d'un jeune noir du Ghetto, Daryll, issu des quartiers très défavorisés de New York. Ayant réussi à intégrer une grande école, et réussissant ses études, il profite des vacances scolaires pour rentrer chez lui et retrouver ses anciens amis du ghetto, des petites frappes délinquantes des quartiers chauds du Bronx. Entre ses amis et lui, un fossé indiscutable s'était creusé, et les disputes ne tardèrent pas à éclater. Ses amis délinquants lui demandèrent alors de leur prouver qu'il était toujours « Bad » (« Chan-mé » en argot), tentant de le faire à nouveau basculer dans la délinquance.
Ce fut le vrai premier rôle de l'acteur Wesley Snipes, qui jouait le rôle qu'aurait dû tenir le chanteur Prince, si ce dernier avait accepté le duo. À la sortie de l'album Bad, mais aussi de la vidéo, la communauté noire fut embarrassée et parfois même blessée par la couleur de peau affichée de Michael Jackson, qui était visiblement beaucoup plus claire que sur les albums précédents. En effet, ce dernier n'avait pas souhaité parler de ses deux maladies de peau, à savoir le vitiligo mais aussi le lupus érythémateux disséminé. Il ne le ferait qu'en 1993 (6 ans plus tard) pendant l'interview Michael Jackson talks to Oprah, réalisée avec la star américaine du petit écran, Oprah Winfrey. Pendant ces 6 longues années de silence concernant cette différence de couleur de peau, cela alimentait les rumeurs les plus folles et, en même temps, faisait davantage parler de lui.

### The Way You Make Me Feel
La chanson The Way You Make Me Feel fut écrite et composée par Michael Jackson dès 1985, mais elle s'appelait encore à l'époque Hot fever. Cette chanson donnait un côté plus viril à Michael Jackson, à l'image trop lisse, trop enfantine, souvent associée à celle de l'univers Disney. 

### Speed Demon
Le titre Speed Demon fut d'abord publié en tant que single promotionnel au format 45 tours vinyle 7", notamment grâce à la popularité du film Moonwalker dans lequel Michael Jackson se déguise en lapin. La sortie du single fut annulée par la suite.

### Liberian Girl
La chanson Liberian Girl, fut l'une des premières chansons écrites et composées par Jackson, car il en parle dès 1984 à Encino, dans la vidéo pirate Unauthorized près de la fontaine familiale. Une rumeur sans réelle source voudrait que le titre premier de cette chanson eut été Pyramid girl, sans rien pour l'étayer.

### Just Good Friends
La chanson Just Good Friends réunit Michael Jackson et le chanteur américain Stevie Wonder ; c'est, avec Speed Demon, l'une des deux seules chansons de l'album à ne pas avoir été publiées séparément (en single). Pour remercier Stevie Wonder d'avoir bien voulu chanter ce duo avec lui sur son album, Michael Jackson accepta de chanter le titre Get It sur son album parut chez Motown. Ce dernier titre fut enregistré pendant la tournée japonaise de Michael Jackson en 1987, mais les deux artistes enregistrèrent à des milliers de kilomètres de distance chacun, Jackson au Japon, et Wonder aux États-Unis.

### Another Part Of Me
Another Part Of Me est le 6e single de l'album Bad paru en juillet 1988. La chanson fut écrite et composée dès 1985, et fut diffusée pour la première fois dans le film 3D de et l'attraction Captain Eo, des parcs Disney en 1986, dans une version plus lente et moins orchestrée.

### Man in the Mirror
Man in the Mirror est une chanson de Michael Jackson qui apparaît sur l'album Bad (1987). La chanson sort en single en janvier 1988. Titre humaniste reflétant la philosophie et la manière de penser de l'artiste, il s'agit du quatrième single extrait de l'album.

### I Just Can't Stop Loving You
Le 1er single tiré de Bad fut I Just Can't Stop Loving You, en duo avec la protégée de Quincy Jones, Siedah Garrett, qui avait déjà fait les chœurs sur d’anciennes chansons de Michael Jackson. Michael Jackson avait pris pour habitude de faire sortir les duos en premier pendant la promotion d'un album, car il savait que le duo serait diffusé même s'il n'était pas le premier single, sans l'approbation de la maison de disques, par les radios du monde entier. Siedah Garrett ne chanta pas seulement sur ce duo avec Jackson, elle coécrit également Man in the Mirror sur cet album, avec Glenn Ballard. Le titre Man in the Mirror fit l'ouverture du film Moonwalker sorti fin 1988. La rumeur prétendit que la chanson I Just Can't Stop Loving You fut présentée aux chanteuses Whitney Houston et Barbra Streisand, qui eurent toutes les deux décliné la proposition de duo, notamment à cause de l'image étrange véhiculée par la presse à scandale au sujet de Jackson. Il existe plusieurs versions du titre I Just Can't Stop Loving You. La maquette solo de 1986 par Michael Jackson, ainsi que la maquette de 1987 avec Siedah Garrett. Ils ont également enregistré une version chantée en espagnol, traduite par l'artiste hispanique Rubén Blades, ainsi qu'une version chantée en français, traduite par la Belge Christine Decroix, ex petite amie de Quincy Jones. Il existe également une version dite « Spanglish », c'est-à-dire un mix de la version anglaise et espagnole sur le même titre.
La version espagnole fut diffusée de façon commerciale sur support par Epic Records dès 1987, mais la version française resta inédite sur support officiel jusqu'en 2012, pour la célébration des 25 ans de l'album Bad, avec le disque Bad 25th anniversary. En effet, les paroles en français n'étaient pas très convaincantes, et les responsables chez CBS/Epic Records décidèrent de ne pas la diffuser. Bien qu'il ait fallu attendre jusqu'en 2012 pour que la version française soit accessible par le grand public, une fuite de cette version eut lieu sur internet au début des années 2000, pendant la promotion de l'album Invincible. En effet, un support des studios Bernie Grundman comportant ce titre ainsi que des remixes inédits du titre Leave Me Alone fut acheté par un fan japonais, qui a diffusé ces grandes raretés de façon illégale.

### Dirty Diana
À propos du titre Dirty Diana, Michael Jackson l'écrivit et la composa en 1985. Le prénom « Diana » a laissé certains penser qu'il avait été choisi à cause de la chanteuse Diana Ross. La rumeur disait que Jackson, très jaloux du mariage de son amie avec un milliardaire en 1985, avait refusé d'être son témoin. Il aurait alors écrit cette chanson pour lui signifier combien elle l'avait blessé. Finalement, il semble que cette hypothèse ne tient pas debout et que la chanson a pour thème les groupies trop envahissantes et trainant dans les coulisses des concerts.
Dirty Diana évoque les groupies que Michael a rencontrées durant sa carrière d'artiste (que ce soit durant les prestations au sein des Jackson Five ou durant sa carrière solo) et qui cherchaient à approcher les artistes pour avoir une aventure avec eux. Ainsi, la chanson creuse le thème de la femme fatale, de la femme dangereuse, thématique déjà abordée dans This Place Hotel, Billie Jean, et plus tard dans Dangerous. Dirty Diana est l'image type de la femme qui utilise le sexe comme une forme de chantage ou de manipulation.
Sur Dirty Diana, c'est le guitariste Steve Stevens qui exécute les parties de guitares (solos compris).
Anecdote : lors d'un concert sur le Bad World Tour, cette musique avait été enlevée par Michael Jackson par respect pour la Princesse Lady Diana qui était présente. Elle lui avouera lors d'une rencontre quelques minutes avant le concert que c'était l'une de ses préférées. Et Michael trouva finalement le moyen de la placer dans le concert.

### Smooth Criminal
La chanson Smooth Criminal, écrite et composée par Michael Jackson, évoque une certaine Annie qui aurait été assassinée par un « smooth criminal », c'est-à-dire un meurtrier charmant, subtil et suave. Le titre est l'aboutissement d'une démo enregistrée dès 1986 et baptisée Al Capone (inspirée par le célèbre gangster du même nom) et disponible sur Bad 25 (2012).
La célébrité de Smooth Criminal est également due à son clip mémorable. Ce dernier a pour cadre le milieu des gangsters aux États-Unis, avec une action semblant se dérouler dans les années 1930. Il s'inspire du film Tous en scène (1953) avec Fred Astaire, et notamment du numéro Girl Hunt Ballet. On note ainsi des ressemblances dans la chorégraphie ou encore dans les costumes (par exemple : la veste, le pantalon et le fédora blancs de Fred Astaire et Michael Jackson). Le succès du clip s'explique notamment par l'utilisation du lean, une pose où le corps, grâce à un trucage, peut s'incliner à 45 degrés. Smooth Criminal figure dans Moonwalker.
À noter : ce sont les vrais battements de cœur de l'artiste que l’on entend au début de la chanson.

### Leave Me Alone
Leave Me Alone ne fut pas retenue pour la sortie originale de l'album en vinyle 33 tours et cassette audio. La chanson parut d'abord dans le film Moonwalker (1988), puis à partir de 1989 en tant que titre bonus sur les pressages CD de l'album pour devenir par la suite la 11e piste sur tous les CD de Bad (la chanson ne pouvant être ajoutée sur les vinyles par manque de place) sans que soit mentionné le terme « bonus ».

## Réception

### Réception commerciale
L'objectif de départ de Michael Jackson pour son album Bad était de battre son précédent record de ventes, obtenu avec l'album Thriller. Il avait d'ailleurs accroché sur un mur son objectif : « 100 millions ». L'album n'a pas atteint cet objectif malgré un énorme succès international.

## Liste des titres
| No  | Titre                                               | Auteur-compositeur            | Durée |
| --- | --------------------------------------------------- | ----------------------------- | ----- |
| 1.  | Bad                                                 | Michael Jackson               | 4:08  |
| 2.  | The Way You Make Me Feel                            | Michael Jackson               | 4:59  |
| 3.  | Speed Demon                                         | Michael Jackson               | 4:03  |
| 4.  | Liberian Girl                                       | Michael Jackson               | 3:55  |
| 5.  | Just Good Friends (feat. Stevie Wonder)             | Terry Britten & Graham Lyle   | 4:09  |
| 6.  | Another Part of Me                                  | Michael Jackson               | 3:55  |
| 7.  | Man in the Mirror                                   | Siedah Garrett & Glen Ballard | 5:21  |
| 8.  | I Just Can't Stop Loving You (feat. Siedah Garrett) | Michael Jackson               | 4:27  |
| 9.  | Dirty Diana                                         | Michael Jackson               | 4:42  |
| 10. | Smooth Criminal                                     | Michael Jackson               | 4:20  |
| 11. | Leave Me Alone                                      | Michael Jackson               | 4:41  |

Notes : Les pressages réalisés à partir de 1989 présentent de légères différences par rapport à ceux originaux de 1987. La version américaine du single de The Way You Make Me Feel (avec des paroles additionnelles à la fin) fut choisi. L'intro de I Just Can't Stop Loving You parlée par Michael Jackson (enregistrée dans sa chambre) fut supprimée, de même que la respiration haletante au début de Smooth Criminal.
| 12. | Quincy Jones Interview #1                   | 4:04 |
| 13. | Streetwalker                                | 5:49 |
| 14. | Quincy Jones Interview #2                   | 2:54 |
| 15. | Todo Mi Amor Eres Tú (feat. Siedah Garrett) | 4:05 |
| 16. | Quincy Jones Interview #3                   | 2:31 |
| 17. | Spoken Intro to Fly Away                    | 0:09 |
| 18. | Fly Away                                    | 3:27 |

| 1. | Bad (Official Video)                      | 18:06 |
| 2. | The Way You Make Me Feel (Official Video) | 14:34 |
| 3. | Man in the Mirror (Official Video)        | 5:04  |
| 4. | Dirty Diana (Official Video)              | 5:06  |
| 5. | Another Part of Me (Official Video)       | 4:46  |
| 6. | Smooth Criminal (Official Video)          | 4:11  |
| 7. | Leave Me Alone (Official Video)           | 4:39  |
| 8. | Liberian Girl (Official Video)            | 3:50  |

## Rééditions
Bad a été remastérisé en 2000 par l'ingénieur du son de Jackson, Bruce Swedien, et réédité par Sony Music en 2001 dans une Special Edition pour fêter les 30 ans de carrière solo de la star. Trois chansons inédites sont disponibles dans cette édition spéciale : Streetwalker (retirée en 1987 au profit de Another Part Of Me), Todo Mi Amor Eres Tú (version espagnole de I Just Can't Stop Loving You), et Fly away (reprise par Rebbie Jackson en 1998 pour son album Yours Faithfully). On peut également entendre le producteur Quincy Jones sur plusieurs pistes parlant de ses chansons préférées et de la façon dont l'album fut conçu. Enfin, le livret a également été revu avec des nouvelles photos.
Le 17 septembre 2012, pour le 25e anniversaire de l'album, à l'instar de Thriller 25 (2008), sort Bad 25. Celui-ci contient, en plus de quelques remixes, des chansons inédites issues des sessions de l'album original (terminées parfois par les ingénieurs du son de Michael Jackson) : Don't Be Messin' Round, I'm So Blue, Song Groove, Free, Price Of Fame (qui devait initialement servir à une campagne de publicité pour Pepsi), Al Capone (titre qui donnera Smooth Criminal) et Je Ne Veux Pas La Fin De Nous (version française de I Just Can't Stop Loving You).

## Crédits
- Michael Jackson : chants, chœurs, arrangements des voix, arrangements rythmique, coproducteur
- Siedah Garrett, The Andraé Crouch Choir, The Winans : chœurs
- Eric Gale, Steve Stevens, Dann Huff, Michael Landau, Paul Jackson, Jr., John Robinson, David Williams, Bill Bottrell : guitares
- Christopher Currell : guitare digitale, synclavier, claquements de doigts, effets sonores
- Nathan East : basse
- John Barnes, Kevin Maloney : piano
- Jimmy Smith : orgue Hammond
- Stefan Stefanovic : claviers
- Larry Williams, Eric Persing, Steve Porcaro : programmation des synthétiseurs
- Greg Phillinganes, John Barnes, Michael Boddicker, Christopher Currell, Rhett Lawrence, David Paich, Glen Ballard, Randy Kerber, Randy Waldman : synthétiseurs
- John Robinson, Miko Brando, Ollie Brown, N'dugu Chancler, Bill Bottrell, Bruce Swedien, Humberto Gatica : batterie
- Douglas Getschal : programmation de batterie
- Paulinho Da Costa, Ollie Brown : percussions
- Kim Hutchcroft : saxophone
- Larry Williams : saxophone Midi, programmation, synthétiseurs
- Gary Grant, Jerry Hey : trompette
- Jerry Hey : arrangements cuivres
- Michael Jackson, Quincy Jones, Christopher Currell : arrangements rythmiques
- Quincy Jones : coproducteur
- Bruce Swedien : mixage
- Ken Caillat, Tom Jones : ingénieurs du son

ainsi que le chanteur et compositeur français Henri Salvador, pour son influence musicale.

## Titres inédits
Il existe de nombreux autres morceaux rares, inédits ou maquettes (démos) enregistrés lors des sessions Bad (1985-1987) qui ne figurent pas sur l'album :
Liste (non exhaustive)
- Al Capone, chanson issue des sessions de Thriller qui est une démo de Smooth Criminal. Elle est disponible sur l'album Bad 25 (2012)
- Hot Fever (démo de The Way You Make Me Feel)
- Buffalo Bill
- What You Do to Me
- I'm So Blue, disponible sur Bad 25
- Tomboy, composée avec Roger Troutman du groupe Zapp
- Bumper Snippet
- Free, disponible sur Bad 25
- Abortion Papers (ou Song groove), disponible sur Bad 25 (2012)
- Crack Kills, chanson sur la drogue avec les rappeurs de Run–DMC[14]
- Pyramid Girl, démo de Liberian Girl écrite pendant les sessions de l'album  Victory (1984)
- Price of Fame, disponible sur Bad 25
- Fantasy
- Get In To The Groove
- Groove Of Midnight (écrit par Rod Temperton), à l'origine en duo avec Siedah Garrett qui utilisera ce titre dans son album Kiss of life[15]
- Do you Remember, démo de 1987, retravaillée en 1990 pour Dangerous puis terminée en 1991 pour l'y inclure sous le titre Remember the Time
- Someone Put Your Hand Out, écrit en 1987 pour Bad puis enregistré en 1990 pour Dangerous. Le titre sort en cassette par Pepsi lors de la promotion du Dangerous World Tour. Il est ensuite présent sur The Ultimate Collection (2004)
- Je ne veux pas la fin de nous et Todo Mi Amor Eres Tu, versions en français et en espagnol de la chanson I Just Can't Stop Loving You. La version espagnole figure dans la réédition de Bad en 2001 et les deux titres sont présents dans Bad 25 (2012)[N 8]
- Turning Me Off
- Saturday
- Far Far Away
- We Are Here To Change The World (Michael Jackson, J.Barnes), écrite et composée pour Captain EO (1986), disponible sur The Ultimate Collection
- Cheater (Michael Jackson, Greg Phillinganes), titre disponible sur The Ultimate Collection en 2004. Il a également fait l'objet d'une sortie en single promotionnel la même année
- Make a wish (écrit et composé avec Buz Kohan)
- Come Together, reprise des Beatles, titre inclus dans le film Moonwalker (1988) puis dans l'album History (1995)
- Streetwalker, titre inclus dans l'édition spéciale de Bad et en deuxième piste du single Cry (2001), puis dans le jeu-vidéo Michael Jackson: The Experience (2010) et dans Bad 25 (2012)
- Fly Away, titre inclus dans l'édition spéciale de Bad (2001) et dans Bad 25. Il a également été repris par Rebbie Jackson pour son album Yours Faithfully (1998)
- Throwing Your Life Away
- Dream Away
- Chicago 1945
- Loving You, disponible sur l'édition deluxe d'Xscape (2014).

## Bad World Tour
Afin de promouvoir la sortie de l'album, Michael entame le Bad World Tour le 12 septembre 1987 soit quelques jours après la sortie de l'album. La tournée sera la plus grande tournée de l'époque réunissant près de 4,4 millions de personnes à travers 123 concerts.

## Classements
| Pays                                | Meilleure position | Première entrée   | Réf      |
| ----------------------------------- | ------------------ | ----------------- | -------- |
| Australie (ARIA Charts)             | 13                 | 12 juillet 2009   | [ A 1 ]  |
| Autriche (Ö3 Austria Top 40)        | 1                  | 15 septembre 1987 | [ A 2 ]  |
| Espagne (PROMUSICAE)                | 13                 | 28 janvier 2009   | [ A 3 ]  |
| États-Unis (Billboard 200)          | 1                  | 26 septembre 1987 | [ 16 ]   |
| États-Unis (Top R&B/Hip-Hop Albums) | 1                  | 3 octobre 1987    | [ 16 ]   |
| France (SNEP)                       | 1                  | 13 septembre 1987 | [ A 4 ]  |
| Italie (FIMI)                       | 3                  | 9 juillet 2009    | [ A 5 ]  |
| Mexique (Regional Mexican Albums)   | 13                 | 26e semaine 2009  | [ A 6 ]  |
| Norvège (VG-lista)                  | 1                  | 37e semaine 1987  | [ A 7 ]  |
| Nouvelle-Zélande (RIANZ)            | 1                  | 20 septembre 1987 | [ A 8 ]  |
| Pays-Bas (Dutch Top 40)             | 1                  | 12 septembre 1987 | [ A 9 ]  |
| Portugal                            | 22                 | 32e semaine 2009  | [ A 10 ] |
| Royaume-Uni (UK Albums Chart)       | 1                  | 12 septembre 1987 | [ A 11 ] |
| Suède (Sverigetopplistan)           | 1                  | 16 septembre 1987 | [ A 12 ] |
| Suisse (Swiss Music Charts)         | 1                  | 13 septembre 1987 | [ A 13 ] |

| Pays                        | Meilleure position | Première entrée  | Réf     |
| --------------------------- | ------------------ | ---------------- | ------- |
| Espagne (PROMUSICAE)        | 91                 | 30 mars 2008     | [ B 1 ] |
| France (SNEP)               | 43                 | 10 novembre 2001 | [ B 2 ] |
| Pays-Bas (Dutch Top 40)     | 96                 | 10 octobre 2001  | [ B 3 ] |
| Norvège (VG-lista)          | 24                 | 44e semaine 2001 | [ B 4 ] |
| Suisse (Swiss Music Charts) | 63                 | 28 octobre 2001  | [ B 5 ] |

## Certifications
| Pays              | Certification | Unités     |
| ----------------- | ------------- | ---------- |
| États-Unis (RIAA) | 11 × Platine  | 11 000 000 |

## Récompenses
| Organisateur            | Pays        | Prix | Année     |
| ----------------------- | ----------- | --- | --------- |
| Grammy Awards           | États-Unis  | Best engineered recording – Non-classical (Bruce Swedien & Humberto Gatica) Meilleur clip (Leave Me Alone)     | 1988 1990 |
| American Music Awards   | États-Unis  | Best soul/R&B song (Bad)                                                                                       | 1988      |
| Soul Train Music Awards | États-Unis  | Best R&B/Soul Album – Male & Best R&B/Soul Single – Male (Bad) Best R&B/Soul Single – Male (Man in the Mirror) | 1988 1989 |
| MTV Video Music Awards  | États-Unis  | MTV Video Vanguard Artist of the Decade Award                                                                  | 1988      |
| Billboard Music Awards  | États-Unis  | Spotlight Award                                                                                                | 1988      |
| Brit Awards             | Royaume-Uni | British Video of the Year (Smooth Criminal)                                                                    | 1989      |

- Nommé dans quatre catégories aux Grammy Awards de 1988, notamment dans celle de l'Album de l'année[N 11],[19], l'album Bad ne remporta finalement que le prix du Meilleur enregistrement technique – Non classique, ce qui fut une grande déception pour Michael Jackson[20] qui, lors de la cérémonie, accomplit une remarquable performance de The Way You Make Me Feel et Man in the Mirror[21].

### Dans les magazines musicaux
| Organisateur  | Pays        | Prix                                                         | Année |
| ------------- | ----------- | ------------------------------------------------------------ | ----- |
| VH1           | États-Unis  | 100 Greatest Albums of All Time of the MTV Generation (n°43) | 2009  |
| Rolling Stone | États-Unis  | 500 Greatest Albums of All Time (n°203)                      | 2012  |
| NME           | Royaume-Uni | The 500 Greatest Albums of All Time (n°204)                  | 2013  |
| Billboard     | États-Unis  | Greatest of All Time Billboard 200 Albums (n°138)            | 2015  |

## Divers
- Deux albums promotionnels intitulés « Bad Mixes » sortirent sous le label Epic Records en 1988. Enregistrés et mixés par Bruce Swedien, ces deux disques sont prisés par les collectionneurs (prix aux alentours de 250 €). Les remixes présents sur ces deux disques figurent par ailleurs sur certains singles ou maxi-singles. Le premier album Bad Mixes intitulé « Special Radio CD » contient neuf titres, le second, intitulé « Special Promo CD », en contient treize et est limité à 6 000 exemplaires[22],[23].